# Paul Conlin
Paul Joseph D. Conlin, född 26 januari 1943 i Granton i Ontario, är en kanadensisk före detta ishockeyspelare.
Conlin blev olympisk bronsmedaljör i ishockey vid vinterspelen 1968 i Grenoble.